# Ernesto Pérez Rosillo
Ernesto Pérez Rosillo (Alicante; 13 de noviembre de 1893-Madrid; 5 de diciembre de 1968) fue un compositor español.

## Biografía
Estudió en Madrid, tuvo a Conrado del Campo como maestro de composición y a Manuel Fernández Alberdi como maestro de piano. Dotado de una gran facilidad melódica, es autor de una gran cantidad de zarzuelas y operetas.

## Obras
Entre algunas de sus obras más conocidas podemos citar: 
- (1919) La Serranilla, zarzuela en un acto[2]
- (1922) ¡De los cuarenta p'arriba!, sainete en un acto dividido en tres cuadros
- (1924) La mujer de nieve, zarzuela bufa en tres actos, en verso
- (1926) Lo que cuestan las mujeres, humorada cómico lírica en un acto, un cartel anunciador y tres hojas de álbum, en prosa
- (1927) La aventurera, zarzuela en dos actos
- (1928) El Rajá de Cochín, juguete cómico en dos actos, divididos en cuatro cuadros.
- (1930) ¡Colibrí!, historieta cómico-lírica-vodevilesca, en dos actos divididos en seis cuadros[3]
- (1931) Las Pavas, historiera cómico-vodevilesca, en dos actos, divididos en ocho cuadros.
- (1931) Las Mimosas, pasatiempo cómico lírico en dos actos, divididos en tres cuadros, varios subcuadros y apoteosis.